# Экономика Доминиканской Республики
Доминиканская Республика — аграрно-индустриальная страна.

## Сельское хозяйство
Главной сельскохозяйственной культурой является сахарный тростник.
Более 10 % мирового производства авокадо, второе место в мире.
Другие важные экспортные культуры — кофе, какао, фрукты и табак. Для внутреннего потребления выращиваются рис, бобовые, маниок и бананы.

## Промышленность
В стране имеются небольшие запасы бокситов, никеля, золота и серебра, которые находятся главным образом под контролем США. Горнодобывающая промышленность является самым важным источником экспортной прибыли.
2/3 предприятий обрабатывающей промышленности занимаются переработкой сельскохозяйственного сырья. Производятся также одежда, цемент и картонная тара. Налажено также производство спортивных товаров. В стране созданы семь свободных промышленно-экономических зон, где производятся швейные изделия, электротовары и обувь.

## Энергетика
В соответствии с данными UNSD и EES EAEC энергетика Доминиканской Республики за 2019 год характеризуется следующими основными показателями. Производство органического топлива — 2240 тыс. тут. Общая поставка — 13 673 тыс. тут. На преобразование на электростанциях и отопительных установках израсходовано 5482 тыс. тут или 40,1 % от общей поставки. Установленная мощность — нетто электростанций — 6194 МВт, в том числе: тепловые электростанции, сжигающие органическое топливо (ТЭС) — 80,6 % , возобновляемые источники энергии (ВИЭ) — 19,4 %. Производство электроэнергии-брутто — 19 857 млн. кВт∙ч, в том числе: ТЭС — 91,3 % , ВИЭ — 8,7 %. Конечное потребление электроэнергии — 18 196 млн. кВт∙ч, из которого: промышленность — 35,3 %, транспорт — 0,3 %, бытовые потребители — 31,5 %, коммерческий сектор и предприятия общего пользования — 26,2 %, сельское, лесное хозяйство и рыболовство — 6,7 %. Показатели энергетической эффективности за 2019 год: душевое потребление валового внутреннего продукта по паритету покупательной способности (в номинальных ценах) — 19 896 долларов, душевое (валовое) потребление электроэнергии — 1757 кВт∙ч, душевое потребление электроэнергии населением — 553 кВт∙ч. Число часов использования установленной мощности-нетто электростанций — 3053 часов

## Транспорт
- Аэропорты — 35

Международные аэропорты: Пунта-Кана, Эль-Катей, Ла-Романа, Лас-Америкас, Balaquer, Barahona, Santiago, Пуэрто-Плата, Aroyo Baril
- Автомобильные дороги (км) — 19 705

С твёрдым покрытием — 9872
Без покрытия — 9833
- Железные дороги (км) — 178

## Связь
Мобильные операторы:
- Claro[3]
- Orange[4]
- Viva[5]
- Wind Telecom[6]